# Ichijō Tsunetsugu
Ichijō Tsunetsugu (一条 経嗣?   1358 – 14 de diciembre de 1418) fue un kugyō (cortesano japonés de alta categoría) que vivió durante la era Muromachi. Fue miembro de la familia Ichijō (derivada del clan Fujiwara) e hijo del regente Nijō Yoshimoto pero adoptado por el regente Ichijō Tsunemichi.
Ingresó a la corte imperial del Norte en 1367 con el rango shōgoi inferior, pero en 1368 ascendió rápidamente a jushii inferior, luego a shōshii inferior y por último a jusanmi. Ascendió al rango shōsanmi en 1370, a junii en 1371 y a shōnii en 1373. Fue designado gonchūnagon en 1371 y ascendido a gondainagon en 1374.
En 1388 fue nombrado naidaijin (desde 1392 como naidaijin de la corte reunificada, hasta 1394), y en 1391 fue ascendido al rango juichii. En 1394 fue nombrado de manera simultánea como sadaijin (hasta 1395) y kanpaku (regente) del Emperador Go-Komatsu (hasta 1398). Sería nombrado nuevamente kanpaku del Emperador Go-Komatsu desde 1399 hasta 1408, y por tercera vez desde 1410 hasta 1412 (cuando murió el emperador) y desde 1412 como kanpaku del Emperador Shōkō, hasta el fallecimiento de Tsunetsugu en 1418.
Tuvo como hijos al cortesano Ichijō Tsunesuke, al regente Ichijō Kaneyoshi y el monje Unshō-ikkei. Como literato publicó el diario Kōryaku (荒暦?).